# Marlengo (stacja kolejowa)
Marlengo (wł. Stazione di Marlengo, niem: Bahnhof Marling) – stacja kolejowa w  miejscowości Marling (wł. Marlengo), w prowincji Bolzano, w niemieckojęzycznym regionie Trydent-Górna Adyga, we Włoszech. Znajduje się na linii Merano – Mals. 
Jest zarządzana przez Strutture Trasporto Alto Adige (Südtiroler Transportstrukturen).

## Linie kolejowe
- Linia Bolzano – Merano